# 羽原順司
羽原 順司（はばら じゅんじ、1956年1月3日 - ）は、NHKの元アナウンサー。

## 来歴・人物
広島県出身。広島大学附属福山高等学校、慶應義塾大学卒業後、1978年入局。
新潟放送局放送部長、鳥取放送局局長、広島放送局アナウンス専任部長などを経て、株式会社NHK文化センターへ転籍。京都支社長、東京総支社長を務めた。

## 現在の出演番組
- ラジオニュース(月曜日夜勤)杉原満と隔週

## 過去の出演番組・業務
- くらしの経済（1993年度）
- NHKニュース7 ニュースリーダー（1994年4月 - 6月）
- NHKスペシャル
- 新潟ニュース630
- 大江戸風雲伝 - 語り
- アナウンス部統括